# Cliff Thorburn
Clifford Charles Devlin (Cliff) Thorburn (Victoria, 16 januari 1948) is een Canadees voormalig professioneel snookerspeler. Hij werd wereldkampioen op het World Snooker Championship 1980 en was op het World Snooker Championship 1983 de eerste speler ooit die een maximumbreak maakte op een WK. Thorburn stond bekend om zijn zeer trage spel, waardoor hij zich de bijnaam The Grinder verwierf.
Thorburn werd de eerste niet-Britse wereldkampioen toen hij in 1980 Alex Higgins versloeg in de finale, met 18-16. Hij bereikte ook de finales van het WK 1977 en het WK 1983, maar die verloor hij. 

## Maximumbreak
Zijn grootste roem kreeg hij doordat hij in 1983 als eerste speler ooit een maximumbreak maakte op een wereldkampioenschap. Deze werd becommentarieerd door Ted Lowe. Thorburns ultieme break kwam tot stand in het vierde frame van de tweede ronde, tegen Terry Griffiths. Daarbij maakte hij het eerste punt door middel van een fluke, waarbij een gemiste rode bal bij toeval alsnog binnenrolde in een andere pocket. Toen Thorburn de laatste zwarte had gepot voor punt 147, zakte hij door z'n knieën, terwijl hij zijn keu boven zijn hoofd hield. Tot het WK van 1992 zou dit de enige maximumbreak in de geschiedenis van het toernooi blijven, waarop Jimmy White hetzelfde huzarenstukje voor de tweede keer uitvoerde in een wedstrijd tegen Tony Drago.

## Rankingtitels
| #  | Seizoen     | Toernooi                        | Verliezend finalist | Verliezend finalist | Score |
| -- | ----------- | ------------------------------- | ------------------- | ------------------- | ----- |
| 1. | 1979 / 1980 | World Snooker Championship 1980 | Alex Higgins        | NIR                 | 18-16 |
| 2. | 1985 / 1986 | Goya Matchroom Trophy           | Jimmy White         | ENG                 | 12-10 |

Joe Davis · Walter Donaldson · Fred Davis · Horace Lindrum · John Pulman · John Spencer · Ray Reardon · Alex Higgins · Terry Griffiths · Cliff Thorburn · Steve Davis · Dennis Taylor · Joe Johnson · Stephen Hendry · John Parrott · Ken Doherty · John Higgins · Mark Williams · Ronnie O'Sullivan · Peter Ebdon · Shaun Murphy · Graeme Dott · Neil Robertson · Mark Selby · Stuart Bingham · Judd Trump · Luca Brecel · Kyren Wilson · Zhao Xintong